# Phra Bang

Das Königliche Palastmuseum in Luang Phrabang

Das Buddhabildnis Phra Bang (auch Pra Bang, Prabang, Phrabang, Phabang, Pha Bang; „Königliches Buddhabildnis, das Leiden auflöst“; Lao: ພະບາງ) ist das wichtigste buddhistische Bildnis in Laos. Es befindet sich seit dem 14. Jahrhundert in der Stadt Luang Prabang, die nach der Statue benannt ist.
Die Statue ist 83 cm hoch und stellt einen stehenden Buddha dar, deren Handflächen nach vorne weisen. Sie besteht aus mit Blattgold überzogener Bronze und soll gemäß der Überlieferung ursprünglich zwischen dem 1. und 9. Jahrhundert in Ceylon gegossen worden sein. Die Details der Figur verraten aber eine sehr viel spätere Arbeit aus der Khmer-Zeit. Das Phra Bang kam 1353 aus Angkor nach Luang Phrabang und sollte zur Verbreitung des Theravada-Buddhismus im Königreich beitragen. 1359 überließ der Khmer-König die Statue seinem Schwiegersohn Fa Ngum, dem ersten König von Lan Xang. Die erste Hauptstadt des Reiches ist nach dem Bildnis benannt: Luang Phrabang.
Lange wurde das Phra Bang als ein Symbol für den rechtmäßigen Regenten des Landes angesehen, denn nur eine lobenswerte und gerechte Herrschaft verdient, das Bildnis beschützen zu dürfen. 1778 drangen die Siamesen unter König Taksin (reg. 1769–1782) in Laos ein und brachten Phra Bang nach Thonburi, der seinerzeitigen Hauptstadt von Siam. Nach politischen Unruhen und anderen Unglücken wurde das Bildnis 1782 unter König Rama I. (reg. 1782 bis 1809) nach Luang Phrabang zurückgeschafft. 1828 nahmen die Siamesen im Verlauf einer Strafaktion gegen Vientiane auf Befehl von König Rama III. das Bildnis erneut in Besitz, und erst König Rama IV. (Mongkut) ließ es 1867 nach Luang Phrabang zurückbringen, nachdem man ähnliche politische Unruhen wie 80 Jahre vorher erlebt hatte. 
Für Phra Bang wird ein neuer Tempel erbaut, der die Statue beherbergen soll. Bis dahin befindet sie sich im Königlichen Palastmuseum. Am dritten Tag nach dem laotischen Neujahrstag wird die Statue in einer Prozession zum Wat Mai gebracht, wo sie von gläubigen Buddhisten rituell gewaschen wird.